# Georges Aeby (Fussballspieler)

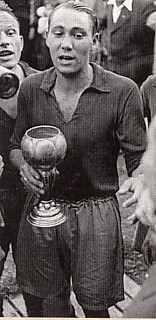
Georges Aeby 1940

Georges Aeby (* 21. September 1913 in Fribourg; † 15. Dezember 1999) war ein Schweizer Fussballspieler, der von 1936 bis 1946 für die Schweizer Fussballnationalmannschaft 39 Länderspiele absolviert und 13 Tore erzielt hat.

## Laufbahn

### Vereine bis 1952
Der in Fribourg geborene Georges Aeby wuchs in Biel auf und durchlief bei seinem Stammverein FC Aurore Biel die ersten Jugendklassen, bevor er sich 1928 dem FC Biel anschloss. Bei den Rot-Weissen vom Sportplatz Gurzelen sammelte er ab der Runde 1931/32 in der neuen zweigleisigen National-Liga die ersten Erfahrungen im Leistungsfussball. Als zur Runde 1933/34 erstmals eine schweizweit ausgetragene Ganzjahresmeisterschaft durchgeführt wurde, stürmte der schnelle und schussgewaltige Stürmer am linken Flügel von Servette FC Genève. Mit dem Torverhältnis von 100:29 Toren und 49 Punkten setzte sich Genf in den dreissig Spieltagen gegen den Konkurrenten GC Zürich mit drei Punkten Vorsprung durch und gewann die Schweizer Meisterschaft. Trainer Karl Rappan lief noch in der Verteidigung auf, Frank Séchehaye hütete das Tor und im Angriff stellte Mittelstürmer Leopold Kielholz mit 40 Toren einen Rekord für die Ewigkeit auf. Vizemeister GC holte sich aber am 2. April 1934 durch einen 2:0-Erfolg gegen Servette den Schweizer Cup und verhinderte damit das Double von Aeby und Kollegen. Der Mann aus Biel gewann mit Trainer Andre „Trello“ Abegglen in der Serie 1939/40 die zweite Schweizer Meisterschaft. Gleichzeitig holte er sich mit 22 Treffern die Krone in der Torschützenliste. Mit überragenden 13 beziehungsweise 15 Punkten Vorsprung wurden die zwei Verfolger FC Grenchen und GC Zürich auf die Plätze verwiesen. In den Jahren 1936, 1938 und 1941 stand er noch dreimal im Cup-Final, aber jeweils musste er als Verlierer den Platz verlassen. Nach der Runde 1941/42 – Servette belegte den dritten Rang – brach er seine Zelte in Genf ab und schloss sich Lausanne-Sports an.
Im ersten Jahr, 1942/43, belegte er mit der Mannschaft von Trainer Frank Sechehaye den dritten Rang. Im zweiten Jahr bei den Blau-Weissen vom Stade Olympique de la Pontaise, 1943/44, feierte Georg Aeby unter Trainer Fritz Leonhardt das Double. Das Meisterschaftsrennen entschied Lausanne mit sechs Punkten Vorsprung vor Servette. Den Cup-Sieg errang er mit seinen Mannschaftskollegen Roger Bocquet, Olivier Eggimann und Numa Monnard am 10. April 1944 durch einen 3:0-Erfolg gegen den FC Basel. Im Spieljahr 1946/47 reichte es mit Lausanne zur Vizemeisterschaft – ein Punkt hinter seinem alten Stammverein FC Biel – und auch im Cup-Final konnte er mit Trainer Louis Maurer – aber auch schon 1946 – nicht den Pokal erringen und musste sich mit der Finalteilnahme begnügen. Insgesamt stand Georges Aeby mit Genf und Lausanne in sieben Cup-Finals.
Zur Runde 1949/50 wechselte der 36-Jährige zu Urania Genf in die Nationalliga B und übte dort 1950/51 und 1951/52 zwei Saisons das Amt des Spielertrainers aus und beendete im Sommer 1952 seine aktive Spielerlaufbahn. 1952/53 war er als Trainer bei Urania tätig.

### Nationalmannschaft, 1936 bis 1946
Aeby absolvierte am 17. März 1936 in Dublin gegen Irland sein Debüt in der Schweizer Fussball-Nationalmannschaft. Er bildete bei der 0:1-Niederlage mit dem Halblinken Jacques Spagnoli von Lausanne-Sports  den linken Flügel der „Nati“. Sein erstes Tor in der Länderelf gelang dem Linksaussen in seinem vierten Einsatz am 11. April 1937 in Basel gegen Ungarn. Als Trainer Karl Rappan am 19. September 1937 in Wien beim Länderspiel gegen Österreich erstmals die Helvetier betreute und Eugène Walaschek in der „Nati“ debütierte, erzielte Aeby seinen zweiten Treffer in der Länderelf und er gehörte dem Spielerkreis an, mit dem sich Rappan für die Fussball-Weltmeisterschaft 1938 in Frankreich qualifizieren wollte. Spätestens nach dem 1:1-Remis am 6. Februar 1938 in Köln gegen Deutschland, wo Aeby die Schweiz in der 38. Minute mit 1:0 in Führung gebracht hatte, war das Selbstvertrauen in das eigene Können vorhanden. Als dann auch noch Andre Abegglen im März sein „Nati“-Comeback feierte, hatte Rappan mit Lauro Amadò, Eugene Walaschek, Alfred Bickel, Andre Abegglen und Georges Aeby einen Angriff beisammen, der internationalen Ansprüchen gerecht wurde und den „Riegel“ erst zur vollen Wirksamkeit brachte. Die WM-Qualifikation gegen Portugal glückte am 1. Mai in Mailand mit einem 2:1-Erfolg. Sensationell war der 2:1-Erfolg 20 Tage später in Zürich gegen England, wo Aeby, wie gegen Portugal, zu den Torschützen zählte. Bei der Weltmeisterschaft bestritt er die beiden Spiele gegen Deutschland. Das erste endete nach Verlängerung 1:1-Remis und fünf Tage später, am 9. Juni, setzten sich die Eidgenossen mit 4:2 Toren durch. Dabei machte Aeby durch folgendes Ereignis von sich reden: 

„Im Wiederholungsspiel gegen Grossdeutschland wurde er von Goldbrunner mit dem Schuh unglücklich im Gesicht getroffen. Der Servettien war kurze Zeit bewusstlos und wurde vom Feld getragen. Teamarzt Dr. Paul Martin nähte die klaffende an der rechten Wange. Zwanzig Minuten später stand Aeby wieder auf dem Platz und wurde einer der Helden von Paris.“

 Nach der Weltmeisterschaft erzielte er beim 4:2-Erfolg in Lissabon gegen Portugal – es war das Debüt von Torhüter Erwin Ballabio – ebenso zwei Treffer, wie beim 3:1-Erfolg in Zürich im November 1939 gegen den Weltmeister Italien. Am 25. Mai 1946 beendete er mit seinem 39. Länderspieleinsatz im Freundschaftsspiel in Glasgow gegen Schottland seine Karriere in der „Nati“. Nachfolger auf seiner Linksaussenposition wurde Jacques Fatton.
Nach dem Zweiten Weltkrieg übernahm Aeby in Genf ein Restaurant und wurde Gastwirt.